# Te Rangi-i-paia II
Te Rangi-i-paia II, född okänt år, död efter 1829, var en maoridrottning, känd för att ha medlat mellan Ngati Porou och Nga Puhi under Muskötkrigen 1823. Ursprungligen gift med Ngati Porous hövding, rövades hon bort av Nga Puhis hövding i kriget 1818. När de två stammarna åter drabbade samman fem år senare, lyckades hon mäkla fred mellan dem. 